# Quetzaltenango
Quetzaltenango, cunoscut și sub numele de Xelajú (se pronunță „Șe-La-HU“) sau forma prescurtată Xela, este un oraș situat în sud-vestul Guatemalei la altitudinea de 2234 m deasupra n.m.. Centru administrativ (reședința departamentului omonim.
Orașul, localizat în apropiere de autostrada Panamericana, a înregistrat la recensământul din 2002 o populație de 120.496 locuitori.